# Wamena
Wamena este un oraș din Indonezia. Echipa de fotbal Persiwa Wamena își desfășoară meciurile aici.